# Килеватая тейида Петерса
Килеватая тейида Петерса (лат. Kentropyx borckiana) — вид пресмыкающихся семейства тейид подотряда ящериц. Распространён на северо-востоке Южной Америки, а также на острове Барбадос в Карибском море. Считаются видом вне опасности.

## Таксономия
Видовое название borckiana дано в честь Иоганна Графа фон Борке (1781—1862), майора прусской армии, который сражался в Наполеоновских войнах. Борке подарил ряд образцов Берлинскому музею. Первоначально считалось, что популяция ящериц на Тринидаде относится к виду K. borckiana, но с тех пор была идентифицирована как Kentropyx striata.

## Распространение
Kentropyx borckiana встречается в Гайане, Французской Гвиане, Суринаме и на Барбадосе. На Барбадосе непонятно, является ли популяция коренной.

## Внешний вид и строение
Kentropyx borckiana вырастает до 100 мм от кончика рыла до ануса. Голова и шея зеленоватые, горло белое. Бока коричневые, нижняя часть тела розоватая. Спинна серая или розовато-коричневая, со светлыми боковыми полосами, окаймленными темными полосами.

## Партеногенез
K. borckiana, по-видимому, является редким однополым клоном, который размножается посредством партеногенеза, поскольку известно о существовании только 100 образцов самок в музеях и неизвестно ни одного самца. Считается, что он возник в результате гибридизации Kentropyx calcarata и Kentropyx striata.